# 關政善
关政善（？—？），字心穀，號玄日，河南河南府渑池县人，明朝政治人物。

## 生平
万历十九年（1591年）辛卯科河南乡试舉人，三十二年（1604年），登甲辰科进士，工部觀政，三十三年授長洲縣知縣，廉潔愛民，三十五年考察時人民都泣送他，死後入祀鄉賢祠。